# Нульджи (Силла)
Нульджи (хангыль 눌지마립간, ханча 訥祇麻立干, правил в 417 — 458) — 19-й ван Силла, одного из трёх государств Корейского полуострова. Сын Намуля и госпожи Побан.

## Борьба за власть
После смерти отца был отстранен от власти под предлогом молодости, и на престол взошел дальний родственник Намуля — Сильсон, который отправил одного из братьев Нульджи Мисахына заложником в Японию, а другого — Покхо — в Когурё. В это время мы впервые встречаемся с открытой борьбой за власть среди членов правящего рода. Сильсон, в своё время отправленный Намулем заложником в Когурё, был этим весьма недоволен и, став ваном, решил через некоторое время отомстить, убив сына Намуля — Нульджи (совершить этот акт он поручил одному из когурёсцев, знакомому ему по временам заложничества). Однако этот когурёсец (согласно преданию, очарованный благородством Нульджи) не только не исполнил поручения, а, наоборот, известил об этом Нульджи, и тот сам убил Сильсона и занял трон (417 г.). Убийство правителя Сильсона и воцарения марипкана Нульджи, изображенное в летописи как акт самообороны, в действительности, вероятно, имели связь с острой борьбой за власть в правящем классе, происходившей одновременно с общим ухудшением положения народа. Об этом говорят, например, сообщения, что в 420 г. народ голодал и многие продавали своих детей, что в 432 г., когда вздорожало зерно, люди ели сосновую кору, и т. д.

## Правление
После воцарения Нульджи из Когурё в 418 г. вернулся младший брат правителя Покхо, а из Японии сбежал другой его брат Мисахын. Оба пользовались немалым влиянием в стране в правление Нульджи.
В этот период угроза со стороны могущественного Когурё, переместившего в 427 г. столицу в Пхеньян и начавшего расширение территории на юг, постепенно сближает Силла с другим южнокорейским государством Пэкче. В 433 и 434 гг. произошел обмен посольствами с Пэкче и были установлены союзнические отношения. Вскоре (в начале 450-х гг.) Силла выходит из когурёской сферы влияния и начинает проводить самостоятельную внешнюю политику. Теснее сближаясь с Пэкче, Силла помогает теперь по мере сил пэкчесцам в борьбе против когурёских вторжений. Однако в связи с этим Силла начало подвергаться постоянным атакам когурёсцев и их союзников мохэ, и было вынуждено заняться строительством линии крепостей на своих северных и западных границах. Мобилизации на крепостное строительство и армейскую службу укрепляли роль военно-административной верхушки (рекрутировавшейся практически только из клана Ким) и способствовали постепенному формированию представлений о единстве, однородности силлаского социума, вне зависимости от традиционных родоплеменных подразделений. Тот же эффект вызывала и необходимость противостояния участившимся набегам японских пиратов, воспринимавшихся как старые, извечные враги Силла.
В процессе борьбы с японцами складывались легенды о преданных и отважных подданных, с готовностью пожертвовавших жизнью в борьбе с традиционным противником Силла, и эти легенды становились одной из основ нового, государственного самосознания. Особенно популярно было литературно дополненное и обработанное позже предание о правителе силласких земель на крайнем юге страны (ныне — г. Янсан в окрестностях г. Пусан), кане Пак Чесане. Он, согласно легенде, выручил в 418 г. из когурёского и японского заложничества братьев вана Нульджи, но был жестоко казнен (сожжен на костре) в отместку за это японцами. По преданию, в ответ на предложение японского государя предать Силла, стать японским подданным и тем сохранить себе жизнь Пак Чесан ответил, что он скорее готов стать «собакой или свиньей» в Силла, чем знатным слугой вражеского владыки. Эта модель поведения стала референтной для силлаского патриотизма на долгое время и была активно использована правящим слоем позже, в ходе боев за объединение полуострова под властью Силла.
Военные конфликты происходили постоянно, и в «Летописях Силла», наряду с упоминаниями о достижениях в области культуры вроде «научили народ пользоваться телегой с бычьей упряжкой», датированного 438 годом, постоянно встречаются такого рода сообщения (440 год): «Напав на южную окраину, люди Вэ захватили пленных и ушли». Вэ — это Япония. Через четыре года, в 444 году — новое нападение:
«Летом, в четвёртом месяце, войска Вэ в течение десяти дней осаждали Кымсон, но с истощением продовольствия ушли. Ван хотел вывести войска для преследования их, но окружающие сказали, что воинское учение гласит: „Не преследуй голодных разбойников“… Не послушавшись совета, ван повёл несколько тысяч всадников на преследование врага и к востоку от Токсана вступил в сражение и потерпел от врага полное поражение: более половины воинов было перебито, а растерявшийся ван бросил лошадь и пешком взобрался на гору, которую враги окружили плотным кольцом. Но вдруг настала кругом такая темень от туманов, что ничего нельзя было разобрать даже на расстоянии шага, поэтому враги сочли это за тайное знамение… и отступили назад».
Нападения «людей Вэ» — японских пиратов — на города Силла были таким частым явлением, что в прибрежном районе были построены новые крепости и приведены в порядок боевые корабли 
В следующие годы усугубились отношения с Когурё. Так, в 450 году имел место неприятный инцидент: «Когда когурёский пограничный военачальник охотился на Сильчжикской долине, начальник крепости Хасылла — Самчжик выслал солдат и убил его втайне. Когда услышал об этом [когу]рёский ван, он крайне разгневался. Прибывший от него посол передал: „С тех пор как я и великий ван установили дружественные отношения, мы только радовались. Но теперь вы послали солдат и убили нашего пограничного военачальника. Как это понимать?“ Затем, собрав войска, он напал на нашу западную границу, поэтому ван (Силла) в униженных словах принёс ему извинения. И тогда [люди Когурё] удалились».
В этой ситуации марипкан Нульджи вынужден был искать союзников. Видимо, в связи с возникшей опасностью ван Силла начал сближение с союзником Пэкче - государством Ямато. Глава государства Ямато Во-асадума-ваку-го (Ингё) готовил большой поход против Когурё, но в 453 г. он скончался. Смерть государя Ямато была сильным ударом для Силла - вопрос о союзе против агрессии Когурё так и не был решён. «Нихон-сёки» сообщает, что ван Силла, в связи с кончиной японского правителя, прислал траурное посольство с подношениями. Однако один из силласких посланников был по ошибке обвинён в соблазнении придворной дамы категории унэмэ. Принц О-хацусэ Вака-такэру (др.-яп. Опо-патусэ Вака-такэру; будущий государь Юряку, 456-479) приказал задержать посольство и учинил дознание. Ошибка была обнаружена, послы в 11-м месяце 453 г. отбыли домой, но данный инцидент привёл к ухудшению японо-силласких отношений. Силлаский ван не получил поддержки Ямато. Оставалась надежда только на союз с Пэкче. В этой ситуации правитель Когурё Чансу (413-491) в 454 г. решился напасть на Силла. «Осенью, в седьмом месяце, посланы войска [Когурё] для нападения на северную границу Силла». «В восьмом месяце [люди] Когурё напали на северную границу» Силла. Подробности источник не сообщает, однако на следующий год (455 г.) нападению Когурё подверглось и государство Пэкче. Государь Силла отправил свои войска на помощь Пэкче. «Зимой, в десятом месяце, когда Когурё напало на Пэкче, ван [Силла] послал войска на помощь последнему». Но летописи Пэкче ничего об этом не сообщают. В. М. Тихонов пишет, что государство Силла с начала 450-х гг. выходит из когурёской сферы влияния и начинает проводить самостоятельную внешнюю политику. Теснее сближаясь с Пэкче, Силла теперь стало помогать, по мере сил, пэкчесцам в борьбе против когурёских вторжений, вместе с пэкчесцами и каясцами активно участвовало в борьбе против продвижения когурёсцев на юг. Однако в связи с этим Силла начала подвергаться постоянным атакам когурёсцев и их союзников мохэ и была вынуждена заняться строительством линии крепостей на своих северных и западных границах.
Нульджи умер в 458 г., ему наследовал сын Чаби, рожденный от дочери его предшественника, марипкана Сильсона.

## Легенда о буддийском монахе
Согласно «Самгук саги», в правление Нульджи в Силла из Когурё прибыл первый буддийский проповедник — монах Моходжа — и обосновался в округе Ильсон у одного из местных жителей по имени Море, который вырыл для него подземное помещение в своем доме. Вскоре монаху представился случай отличиться. Посол из царства Лян привез вану одежды и «неизвестный душистый предмет», и никто не мог определить, что это такое. Моходжа объяснил, что если сжечь этот предмет, то поднимется нежный аромат, который достигнет священного духа, а этот священный дух — не что иное, как три сокровища буддизма: Будда, Дхарма, Сангха. В это же время заболела дочь вана, и Моходжа сумел вылечить ее с помощью фимиама и молитв, за что ван щедро одарил его. Однако затем Моходжа передал полученные дары Море, заявив, что теперь должен уехать, и, попрощавшись, «внезапно исчез в неизвестном направлении».
Характерно, однако, что Ким Бусик не поместил эту историю под соответствующими годами V в., а привел ее под 528 г., и лишь в связи с «введением буддизма» в том году; следовательно, сам он считал эти события не вполне достоверными и передал их как легенду.